# Liste de musées au Brésil
Liste des musées du Brésil, par État :

## Alagoas

### Maceió
- Museu da Imagem e Som de Alagoas
- Museu Pierre Chalita
- Museu Théo Brandão

## Bahia

### Cachoeira
- Museu da Ordem Terceira do Carmo
- Museu Hansen Bahia

### Salvador
- Casa de Música da Bahia
- Espaço Mario Cravo
- Fundação Casa de Jorge Amado
- Memorial da Medicina Brasileira
- Memorial dos Governadores da Bahia
- Memorial Irmã Dulce
- Museu Abelardo Rodrigues
- Museu Afro-brasileiro
- Museu Carlos Costa Pinto
- Museu de Arqueologia e Etnologia da UFBA
- Museu de Arte da Bahia
- Museu de Arte Moderna da Bahia
- Museu de Arte Sacra da Bahia
- Museu Geográfico da Bahia

### Autres villes
- Museu Casa do Sertão, Feira de Santana
- Museu do Recolhimento dos Humildes
- Museu do Recôncavo Wanderley Pinho, Candeias
- Museu Regional de Feira de Santana
- Museu Regional do São Francisco, Juazeiro

## Ceará

### Fortaleza
- Museu de Arte Contemporânea do Centro Dragão do Mar de Arte e Cultura
- Memorial da Cultura Cearense
- Museu da Imagem e do Som do Ceará
- Museu de Arte da UFC
- Museu de Fortaleza
- Museu do Ceará

### Aquiraz
- Museu Sacro São José de Ribamar

## Distrito Federal
- Memorial dos Povos Índigenas
- Memorial JK
- Museu da Imprensa
- Museu Nacional de Gemas
- Museu de Valores do Banco Central
- Museu Nacional Honestino Guimarães

## Espírito Santo
- Museu de Arte do ES
- Museu Capixaba do Negro - Mucane
- Museu Ferroviário Vila Velha
- Museu de Biologia Professor Mello Leitão
- Museu Vale do Rio Doce
- Museu Homero Massena
- Museu Casa da Memória
- Estação Biologia Marinha Ruschi

## Goiás
- Casa de Cora Coralina
- Museu de Ornitologia
- Museu de Arte de Goiânia

## Maranhão
- Museu de Arte Sacra, São Luís
- Museu de Artes Visuais, São Luís
- Museu Histórico e Artístico do Maranhão, São Luís

## Mato Grosso
- Museu Rondon, Cuiabá

## Mato Grosso do Sul

### Campo Grande
- Casa da Memória Arnaldo Estevão de Figueiredo
- Museu da Aviação de Busca e Salvamento
- Museu da Força Expedicionária Brasileira
- Museu da Imagem e do Som - MIS
- Museu da TV Morena
- Museu de Arte Contemporânea - MARCO
- Museu de Ofiologia-Serpentário
- Museu do Telefone - Brasil Telecom
- Museu Dom Bosco
- Museu José Antônio Pereira
- Museu Lídia Baís

### Corumbá
- Memorial do Homem Pantaneiro
- Museu da História do Homem do Pantanal
- Museu do Instituto Luiz Albuquerque
- Museu do Pantanal

### Autres villes
- Museu da Erva-Mate, Ponta Porã
- Museu Histórico de Dourados, Dourados
- Museu Municipal de Três Lagoas, Três Lagoas

## Minas Gerais

### Araxá
- Museu Calmon Barreto
- Museu Dona Beija
- Museu Sacro

### Belo Horizonte
- Museu de Arte da Pampulha
- Museu de Ciências Naturais da PUC Minas
- Museu Histórico Abílio Barreto
- Museu Mineiro

### Itabira
- Museu de Território
- Museu do Itabirano
- Memorial Drummond

### Juiz de Fora
- Museu da Usina de Marmelos
- Museu de Arte Moderna Murilo Mendes
- Museu de História Natural da Academia
- Museu de Malacologia
- Museu do Crediral
- Museu do Folclore
- Museu Ferroviário
- Musée Mariano Procópio

### Ouro Preto
- Museu Casa dos Contos
- Museu Casa Guignard
- Museu de Ciência e Técnica da Escola de Minas
- Museu do Oratório

### Uberaba
- Museu de Arte Sacra
- Museu do Zebu
- Museu dos Dinossauros

### Autres villes
- Museu da Cachaça de Minas Gerais, Caeté
- Museu de Cabangu, Santos Dumont
- Museu do Diamante, Diamantina
- Museu do Índio UFU, Uberlândia
- Museu Teodomiro Carneiro Santiago, Itajubá

## Pará
- Museu do Porto de Belém
- Musée du Pará Emílio-Goeldi
- Forte de Santo Antônio Gurupá

## Paraná
- Museu Oscar Niemeyer
- Museu de Arte Contemporânea do Paraná
- Museu de Arte de Londrina
- Museu Histórico de Londrina
- Museu Metropolitano de Arte de Curitiba
- Museu de Arte de Cascavel
- Museu Paranaense
- Museu Alfredo Andersen
- Museu do Expedicionário
- Museu do Holocausto de Curitiba

## Pernambuco
- Museu de Arte Contemporânea de Pernambuco
- Museu do Estado de Pernambuco
- Museu Regional de Olinda
- Museu da Cidade do Recife

## Rio de Janeiro

### Niterói
- Museu de Arqueologia de Itaipu
- Musée d'art contemporain de Niterói
- Museu de História e Arte do Rio de Janeiro

### Petrópolis
- Casa de Santos Dumont
- Museu Imperial de Petrópolis

### Rio de Janeiro
- Centre culturel de la justice fédérale
- Espace Culturel de la Marine
- Musée historique de la ville de Rio de Janeiro
- Fundação Museu da Imagem e do Som do Rio de Janeiro
- Museu Aeroespacial
- Musée Carmen Miranda
- Museu Cartográfico do Serviço Geográfico do Exército
- Museu Casa de Rui Barbosa
- Museu Casa do Pontal
- Museu da Academia de Polícia
- Museu da Academia Nacional de Medicina
- Museu do Carnaval
- Museu da Chácara do Céu
- Museu da II Guerra Mundial
- Museu da Eletricidade
- Museu da Escola de Engenharia
- Museu de Farmácia Antônio Lago
- Museu da Farmácia da Santa Casa de Misericórdia
- Museu da Fazenda Federal
- Museu da Força Expedicionária Brasileira
- Museu da Imagem e do Som
- Museu da Imperial Irmandade de Nossa Senhora da Glória do Outeiro
- Museu da Justiça
- Museu da Maré
- Museu da Polícia Civil
- Museu da Polícia Militar
- Museu da República
- Museu da Santa Cruz dos Militares
- Museu da Tecnologia da Educação
- Museu de Arte Moderna do Rio de Janeiro
- Museu de Arte Sacra da Arquidiocese do Rio de Janeiro
- Museu de Astronomia e Ciências Afins
- Museu da Escola Naval
- Museu de Imagens do Inconsciente
- Museu de Valores do Banco Central
- Museu do Açude
- Museu do Exército
- Museu do Folclore Edison Carneiro
- Museu do Índio
- Museu do Monumento aos Mortos da II Guerra
- Museu do Telephone
- Museu do Trem
- Museu e Arquivo Histórico do Banco do Brasil
- Museu Histórico do Corpo de Bombeiros Militar do Estado do Rio de Janeiro
- Museu Histórico e Diplomático do Itamaraty
- Museu Histórico e Geográfico
- Museu Histórico Nacional
- Museu Inaldo de Lyra Neves Manta
- Museu Judaico do Rio de Janeiro
- Museu Nacional UFRJ
- Museu Nacional de Belas Artes
- Museu Naval e Oceanográfico
- Museu Paço Imperial
- Museu Salles Cunha
- Museu Vila Lobos
- Navio-Museu Bauru
- Panteão Duque de Caxias
- Sala Memória da Light
- Submarino-Museu Riachuelo

### Autres villes
- Museu Casa da Hera, Vassouras
- Museu da Cachaça, Paty do Alferes
- Museu da Escola de Belas Artes D. João VI
- Museu de Arte Sacra, Cabo Frio
- Museus Castro Maya

## Rio Grande do Sul

### Caxias do Sul
- Museu Ambiência Casa de Pedra
- Museu de Ciências Naturais da UCS
- Museu Municipal de Caxias do Sul

### Gramado
- Museu do Automóvel – Anos Dourados
- Museu dos Festivais de Cinema

### Novo Hamburgo
- Fundação Ernesto Frederico Scheffel
- Museu Comunitário Casa Schmitt-Presser
- Museu Nacional do Calçado Feevale

### Pelotas
- Museu de Arte Leopoldo Gotuzzo
- Museu da Baronesa
- Museu de História Natural Carlos Ritter
- Museu do Telephone

### Porto Alegre
- Fundação Iberê Camargo
- Memória RBS
- Memorial do Rio Grande do Sul
- Museu Anchieta de Ciências Naturais
- Museu Antropológico do Rio Grande do Sul
- Museu de Arte Contemporânea do Rio Grande do Sul
- Musée d'Art Rio Grande do Sul Ado Malagoli (MARGS)
- Museu Banrisul
- Museu da Brigada Militar
- Museu de Ciência e Tecnologia da PUCRS
- Museu de Ciências Naturais
- Museu do Comando Militar do Sul
- Museu de Comunicação Social Hipólito José da Costa
- Museu da Eletricidade do Rio Grande do Sul (MERGS)
- Museu Engenheiro Ruy Tedesco
- Museu de Geologia
- Museu do Grêmio Futebol Porto Alegrense
- Museu Joaquim Felizardo
- Museu Júlio de Castilhos
- Museu de Mineralogia e Petrologia Luiz Englert
- Museu do Trabalho
- Museu da Varig
- Museu Vicente Rao
- Museu do Vinho e Enoteca

### Rio Grande
- Museu Antártico
- Museu Náutico
- Museu Oceanográfico Prof. Eliezer de Carvalho Rios
- Eco-Museu da Ilha da Pólvora
- Museu do Porto

### Autres villes
- Museu Antropológico Caldas Junior, Santo Antônio da Patrulha
- Santander Cultural
- Museu Mário Quintana, Alegrete
- Museu Estadual do Carvão, Arroio dos Ratos
- Museu Histórico Casa do Imigrante, Bento Gonçalves
- Museu da Tecnologia da ULBRA, Canoas
- Fundação Érico Veríssimo, Cruz Alta
- Museu Municipal Casa de Pedra, Farroupilha
- Museu de Ciências Naturais do Centro de Estudos Costeiros, Limnológicos e Marinhos (CECLIMAR), Imbé
- Parque Aldeia do Imigrante (Aldeia Histórica Alemã), Nova Petrópolis
- Museu Histórico Farroupilha, Piratini
- Museu de Arte Sacra de Rio Pardo, Rio Pardo
- Museu de Artes de Santa Maria, Santa Maria
- Museu Getúlio Vargas, São Borja
- Centro de Preservação da História da Ferrovia no RS – Museu do Trem, São Leopoldo
- Musée des Missions, São Miguel das Missões
- Fundação Parque Histórico Marechal Manoel Luis Osório, Tramandaí
- Museu de Ciências Naturais do Parque Copesul de Proteção Ambiental, Triunfo
- Museu Arqueológico do Rio Grande do Sul (MARSUL), Taquara
- Museu Crioulo, Uruguaiana

## Santa Catarina

### Florianópolis
- Museu de Arte de Santa Catarina
- Museu Histórico de Santa Catarina
- Museu Victor Meirelles

### Joinville
- Museu Arqueológico de Sambaqui,
- Museu Casa Fritz Alt
- Museu da Fundição
- Museu de Arte de Joinville
- Museu Nacional de Imigração e Colonização

### Autre ville
- Museu Nacional do Mar, São Francisco do Sul

## São Paulo

### Santos
- Bolsa do Café
- Fundação Pinacoteca Benedito Calixto
- Museu do Café do Brasil
- Museu do Porto de Santos
- Museu do Santos Futebol Clube
- Museu Oceanográfico de Santos

### Itapevi
- Musée d'Art du Parlement de Itapevi

### São Paulo
- Acervo Didático de Invertebrados I e II
- Acervo Didático de Vertebrados
- Casa do Grito
- Centro Cultural São Paulo
- Centro Histórico-Cultural da Enfermagem Ibero-americana
- Coleção Entomológica de Referência
- Estação Pinacoteca
- Estação Ciência, site web
- Fundação Maria Luisa e Oscar Americano
- Fundação Museu da Tecnologia de São Paulo
- Herbário do Departamento de Botânica - IB/USP
- Memorial da América Latina
- Laboratório de Demonstração do Instituto de Física
- Museu Brasileiro da Escultura (MuBE)
- Museu Ceroplástico Augusto Esteves, site web
- Museu da Aeronáutica
- Museu da Casa Brasileira
- Museu da Cidade
- Museu da Imigração Japonesa no Brasil
- Museu da Imagem e do Som de São Paulo
- Museu da Língua Portuguesa
- Museu da Pessoa
- Museu de Anatomia Humana Alfonso Bovero, site web
- Museu de Anatomia Veterinária Prof. Dr. Plínio Pinto e Silva, site web
- Museu de Arqueologia e Etnologia da USP site web
- Museu de Arte Brasileira da FAAP (MAB)
- Museu de Arte Contemporânea da USP site web
- Museu de Arte de São Paulo site web
- Museu de Arte Moderna de São Paulo
- Museu de Arte Sacra de São Paulo
- Museu da Educação e do Brinquedo
- Museu da Faculdade de Direito
- Museu de Farmácia
- Museu de Geociências, site web
- Museu de Instrumentos de Cálculo Numérico, site web
- Museu de Rochas, Minerais e Minérios
- Museu de Zoologia da USP site web
- Museu do Crime, site web
- Museu do Folclore
- Museu do Instituto Oceanográfico, site web
- Museu do Ipiranga site web
- Museu Histórico do Instituto Butantan
- Museu Histórico Prof. Carlos de Silva Lacaz, site web
- Museu Herculano Pires
- Museu Lasar Segall
- Museu Memória do Bixiga
- Museu Padre Anchieta
- Museu Paulo Machado de Carvalho
- Museu Técnico-Científico do Instituto Oscar Freire
- Paço das Artes
- Pátio do Colégio
- Pinacothèque de l'État de São Paulo
- Serviço Coleção de Artes Visuais /SVCOARV-31

### Piracicaba
- Ciências, Educação e Artes Luiz de Queiróz
- Museu Histórico e Pedagogico Prudente de Moraes

### Autres villes
- Centro Regional de Pesquisas Arqueológicas Mário Neme, à Piraju
- Centro Universitário Belas Artes
- Museu Casa das Rosas
- Museu Casa de Portinari
- Museu Histórico e Paleontológico de Monte Alto, Monte Alto
- Museu de Paleontologia de Marília, Marília
- Museu e Memorial do Imigrante
- Museu Nossa Senhora Aparecida, Aparecida
- Museu Republicano Convenção de Itu, à Itu, site web